# Koog-sur-le-Zaan
Koog-sur-le-Zaan (en néerlandais : Koog aan de Zaan) est un village néerlandais situé dans la commune de Zaanstad, en province de Hollande-Septentrionale. Commune indépendante jusqu'en 1974, Koog-sur-le-Zaan compte 11 260 habitants en 2019.

## Géographie

### Situation
Le village est situé à environ 11 km au nord-est d'Amsterdam, au nord de la ville de Zaandam et au sud du village de Zaandijk. Le Zaan sépare le village de Zaanse Schans, à l'est.

### Transports
Koog-sur-le-Zaan est desservi par l'autoroute A8, ainsi que deux gares ferroviaires : Koog aan de Zaan et Zaandijk Zaanse Schans, situées sur la ligne d'Amsterdam à Alkmaar. Elles sont desservies à raison de quatre fois par heure par les services régionaux de Nederlandse Spoorwegen (NS).

## Personnalités
- Adriaan Pelt (1892-1981), journaliste, fonctionnaire international et diplomate néerlandais, est né à Koog-sur-le-Zaan.